# Castillo de Burghausen
El castillo de Burghausen (en alemán: Burg zu Burghausen) es un castillo ubicado en la localidad de Burghausen, Alta Baviera, Alemania.

## Historia
El castillo es el más largo del mundo, con una extensión total de 1.051 m.
Desde 1255, ha sido la segunda residencia de los duques de la Baja Baviera. A finales de la Edad Media, el duque Jorge el Rico (Georg der Reiche) hizo del castillo y de sus seis patios, la fortaleza más segura del país.

## Museo

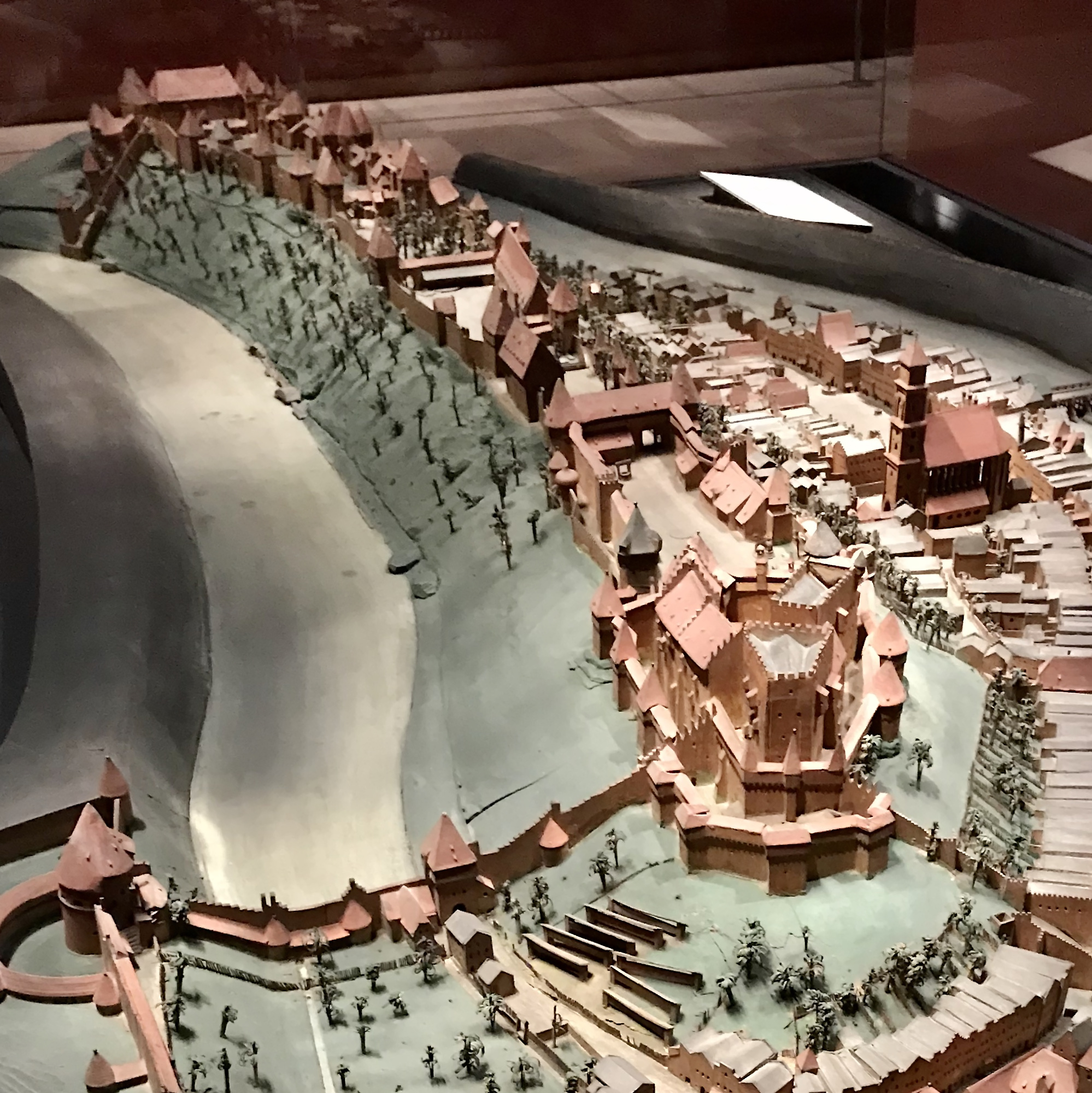
Castillo de Burghausen según el modelo de ciudad de Jakob Sandtner de 1574 en el Museo Nacional de Baviera

Posee un museo con los objetos del Estado alemán, una exposición de móviles, armas de diversos estilos y la llamada Casa de la Fotografía, que alberga más de 300 objetos expuestos en 15 salas dispersas por el complejo, entre ellos la cámara usada en el primer vuelo de una nave espacial tripulada.

## Galería

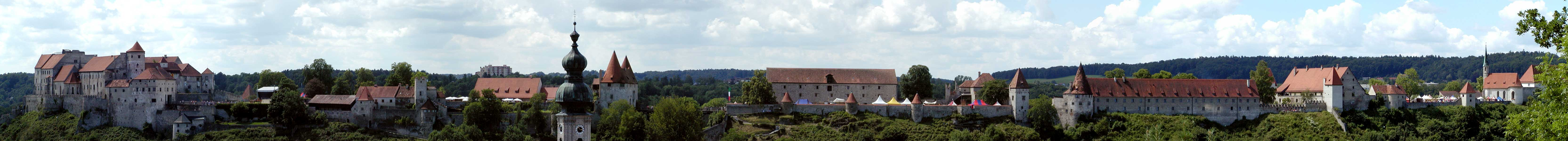
Vista panorámica del castillo (desde el este)

Vista panorámica del castillo (desde el oeste)